# Берриен (округ, Джорджия)
Бе́рриен (англ. Berrien County) — округ штата Джорджия, США. Население округа на 2000 год составляло 16235 человек. Административный центр округа — город Нашвилл.

## История
Округ Берриен основан в 1856 году.

## География
Округ занимает площадь 1170.7 км2.

## Демография
Согласно Бюро переписи населения США, в округе Берриен в 2000 году проживало 16235 человек. Плотность населения составляла 13.9 человек на квадратный километр.